# Лапшин, Антон Прокопьевич
Антон Прокопьевич Лапшин (31 июля 1897, Вологодская губерния — 5 января 1981, Коми АССР) — советский хозяйственный, государственный и политический деятель.

## Биография
Родился в 1897 году в селе Чухлом в крестьянской семье.
С 1909 года — на хозяйственной, общественной и политической работе. В 1909-1957 гг. — рабочий лесозаготовок, участник Первой мировой войны, участвовал в Брусиловском прорыве в Галиции за 12-й пехотный Великолуцкий полк, в состоянии контузии попал в плен и бежал.
Участник Гражданской войны на Севере России. Вернувшись домой, работал в своем хозяйстве, одним из первых вступил в колхоз, а в 1932 г. стал кадровым рабочим по заготовке леса. В 1939 г. установил рекорд по валке и раскряжовке леса вручную с помощью лучковой пилы и топора, мастер лесозаготовок, передовик производства
Участник Великой Отечественной войны с января 1942 года на Карельском фронте в качестве ездового артиллериста полковой 76 мм пушки. Закончил войну в составе 2-го Белорусского фронта на датском острове Баргхольм.
Демобилизовавшись и вернувшись на родину, в первый послевоенный год заготовил 1680 кубометров делового леса в Чухломском лесопункте Сысольского леспромхоза. В октябре 1946 г. заготовил 600 кубометров и к октябрю 1947 г. выполнил пять годовых норм. В том же году, как передовику лесной промышленности, ему был вручен орден Ленина.
Избирался депутатом Верховного Совета СССР 3-го созыва.
Имел 7 детей, сын Михаил был заместителем министра сельского хозяйства Коми АССР. Умер в 1981 году в селе Чухлом.